# Mongla
Mongla (Bengalisch: মংলা, Maṃlā, früher Chelna) ist eine Stadt im Süden von Bangladesch im Distrikt Bagerhat und der Binnenschiff-Hafen der Stadt Khulna. Sie hat 67.100 Einwohner (Stand: 1. Januar 2004) und liegt an einem Seitenarm des Ganges am Eingang der Sundarbans.                                     

## Wirtschaft
Mongla ist der wichtigste Hafen der Region und der zweitgrößte in Bangladesch (nach Chittagong).